# Steve Savage
Steve Savage, né le 5 mai 1969 est un footballeur des Îles Turques-et-Caïques.

## Biographie
Il commence à jouer au football professionnel en 2003 avec une équipe des Îles Turques-et-Caïques, le SWA Sharks, club où il joue toujours.